# Gablitz
Gablitz je městys v okrese St. Pölten v Dolním Rakousku. Žije zde přibližně 5 000 obyvatel.

## Geografie
Městys Gablitz leží asi 20 km západně od Vídně ve Vídeňském lese. Výměra obce činí 18,14 km², z této plochy je 71,9 % zalesněno.

## Historie
Ve starověku oblast kolem obce patřila pod římskou provincii Pannonia. Historie obce je podobná historii celého Rakouska. Po anšlusu Rakouska do Třetí říše v roce 1938 došlo k připojení obce do Velké Vídně, na rozdíl od bližší vesnice Purkersdorf, která zůstala samostatná.

## Vývoj počtu obyvatel
V roce 1971 žilo v obci 2656 obyvatel, 1981 2962, 1991 3784 a při sčítání lidu v roce 2001 zde žilo 4393 obyvatel.

## Politika
Starostou obce je Michael Cech, vedoucí kanceláře Hannes Fronz. V obecní radě po volbách 6. března 2005 je 25 křesel s následujícími mandáty“ ÖVP 14, SPÖ 8, Zelení 2, Občané 1.

## Hospodářství a infrastruktura
V roce 2001 bylo v obci 246 nezemědělských pracovišť. V roce 2001 činil počet výdělečně činných občanů v obci 1945. To představuje 46.05 % obyvatel.

## Osobnosti
- Od roku 1912 žil v Gablitz filozof Ferdinand Ebner (1882–1931) a v roce 1923 byl krátkodobě vedoucím učitelem obecné školy.
- Herec Josef Egger (1889–1966) v obci zemřel. Jeho hrob je na zdejším hřbitově.
- Profesionální fotbalista Stefan Maierhofer přichází do obce, kde fotbalovou kariéru začal.
- Dřívější soudkyně a právnička na spolkovém ministerstvu Claudia Bandion-Ortner žije v obci.